# Dream "A" Live
Dream "A" live es el octavo álbum de estudio de la boy band japonesa Arashi que fue lanzado el 23 de abril de 2008. El álbum fue lanzado en dos ediciones una edición limitada con 2 CD y edición regular con 1 CD.Dream "A" Live es el 30 álbum más vendido en Japón en el 2008. Hasta la fecha el álbum es el tercer álbum de mayor venta del grupo después de su álbum de celebración del décimo aniversario All the Best! 1999-2009 y el álbum debut Arashi No.1 Ichigou: Arashi wa Arashi o Yobu!.

## Información del álbum
El álbum contiene los sencillos "Happiness" tema para el drama japonés Yamada Tarō Monogatari y "Step and Go". Aunque la producción del álbum se inició durante el lanzamiento de "Happiness", el título del nuevo disco no salió hasta marzo de 2008 cuando el álbum fue disponible para pre-orden en tiendas en línea, con las dos ediciones, llegando tan alto como en los dos primeros lugares en la lista de CDJapan en Pre-orden.

## Título
Durante el programa de radio ShoBeat de Shō Sakurai el 2 de marzo de 2008, se reveló que el título de Dream "A" Live fue creado por Sakurai y Jun Matsumoto. El título original era "Alive", pero fue deliberadamente dividido en "A Live" para indicar el nombre del grupo y la actuación en directo. Matsumoto también agregó que "Dream" en el título es para indicar cómo "los sueños se pueden convertir en realidad" porque el Arashi Marks 2008 Dream-A-Live se consideró un logro importante, ya que sólo otros dos grupos Johnnys habían realizado una gira por las cinco domos.

## Lista de pistas

### CD 1
| CD 1 |                                     |                                                          |                                                |          |  |
| N.º  | Título                              | Letras                                                   | Música                                         | Duración |  |
| 1.   | «Theme of Dream "A" Live»           |                                                          | Ha-j                                           | 1:43     |  |
| 2.   | «Move Your Body»                    | Hydrant, Shō Sakurai                                     | Mike Rose                                      | 3:17     |  |
| 3.   | «Happiness»                         | Wonderland                                               | Mio Okada (岡田実音 Okada Mio?)                | 4:17     |  |
| 4.   | «Niji no Kanata e»                  | Tomokazu Miura (みうらともかず Miura Tomokazu?), Sakurai | Kei Yoshikawa (吉川 慶 Yoshikawa Kei?)         | 4:57     |  |
| 5.   | «Do My Best»                        | Youth Case                                               | Youth Case                                     | 4:19     |  |
| 6.   | «Sirius»                            | Unite                                                    | Tateki Kobayashi (小林建樹 Kobayashi Tateki?)  | 4:37     |  |
| 7.   | «Flashback»                         | Takashi Ogawa (小川貴史 Ogawa Takashi?), Sakurai         | Akemi Imai (今井晶規 Imai Akemi?)              | 4:38     |  |
| 8.   | «Dive into the Future»              | Unite                                                    | Mattias Hakansson, Carl Utbult, Anton Malmberg | 4:10     |  |
| 9.   | «Koe»                               | Ogawa                                                    | Shinya Tada (多田慎也 Tada Shinya?)            | 4:52     |  |
| 10.  | «My Answer»                         | Yasushi Sasamoto (笹本安詞 Sasamoto Yasushi?), Sakurai   | Sasamoto                                       | 3:59     |  |
| 11.  | «Life Goes On»                      | Tada                                                     | Masayuki Iwata (岩田雅之 Iwata Masayuki?)      | 4:40     |  |
| 12.  | «Step and Go»                       | Wonderland, Sakurai                                      | Youth Case                                     | 4:49     |  |
| 13.  | «Your Song»                         | Katsuhiko Sugiyama (杉山勝彦 Sugiyama Katsuhiko?)        | Sugiyama                                       | 5:02     |  |
| 14.  | «Once Again» (Regular edition only) | Wonderland, Sakurai                                      | Alfred Tuohey, Thanh Bui                       | 4:20     |  |

### CD 2
| CD 2 |                                         |                                                    |                                         |          |  |
| N.º  | Título                                  | Letras                                             | Música                                  | Duración |  |
| 1.   | «Hello Goodbye» (Masaki Aiba solo)      | 100+                                               | 100+                                    | 3:55     |  |
| 2.   | «Gimmick Game» (Kazunari Ninomiya solo) | Ninomiya                                           | Ninomiya                                | 3:36     |  |
| 3.   | «Take Me Faraway» (Satoshi Ohno solo)   | R.P.P                                              | R.P.P                                   | 4:30     |  |
| 4.   | «Naked» (Jun Matsumoto solo)            | Jun (潤 Jun?), Yuka Hitota (廣田由佳 Hitota Yuka?) | Taku Yoshioka (吉岡たく Yoshioka Taku?) | 5:17     |  |
| 5.   | «Hip Pop Boogie» (Sho Sakurai solo)     | Sakurai                                            | Count Force (Track making)              | 4:09     |  |

## Ventas
El álbum debutó en el número uno en su primer día de lanzamiento con un índice de ventas de 57 795 (alrededor de 101 000 copias). Al final de su primera semana, el álbum vendió un total de 220 722 copias. Aparte de liderato en las listas de ventas, Oricon también informó de que el álbum fue un éxito entre los compradores masculinos. Incluso los hombres mayores de 40 años de edad habían planeado comprar el disco en comparación con el interés del álbum anterior.

## Listas

### Lista de venta Oricon (Japón)
| Lanzamiento         | Lista                       | Posición Máxima | Ventas totales |
| ------------------- | --------------------------- | --------------- | -------------- |
| 23 de abril de 2008 | Oricon Daily Albums Chart   | 1               | 86 692         |
| 23 de abril de 2008 | Oricon Weekly Albums Chart  | 1               | 220 722        |
| 23 de abril de 2008 | Oricon Monthly Albums Chart | 1               | 272 737        |
| Diciembre de 2008   | Oricon Yearly Albums Chart  | 30              | 303 727        |

### Otras listas
| Lanzamiento                | Posición Máxima |
| -------------------------- | --------------- |
| Billboard Japan Top Albums | 1               |